# A Balaton vízszintjének szabályzása

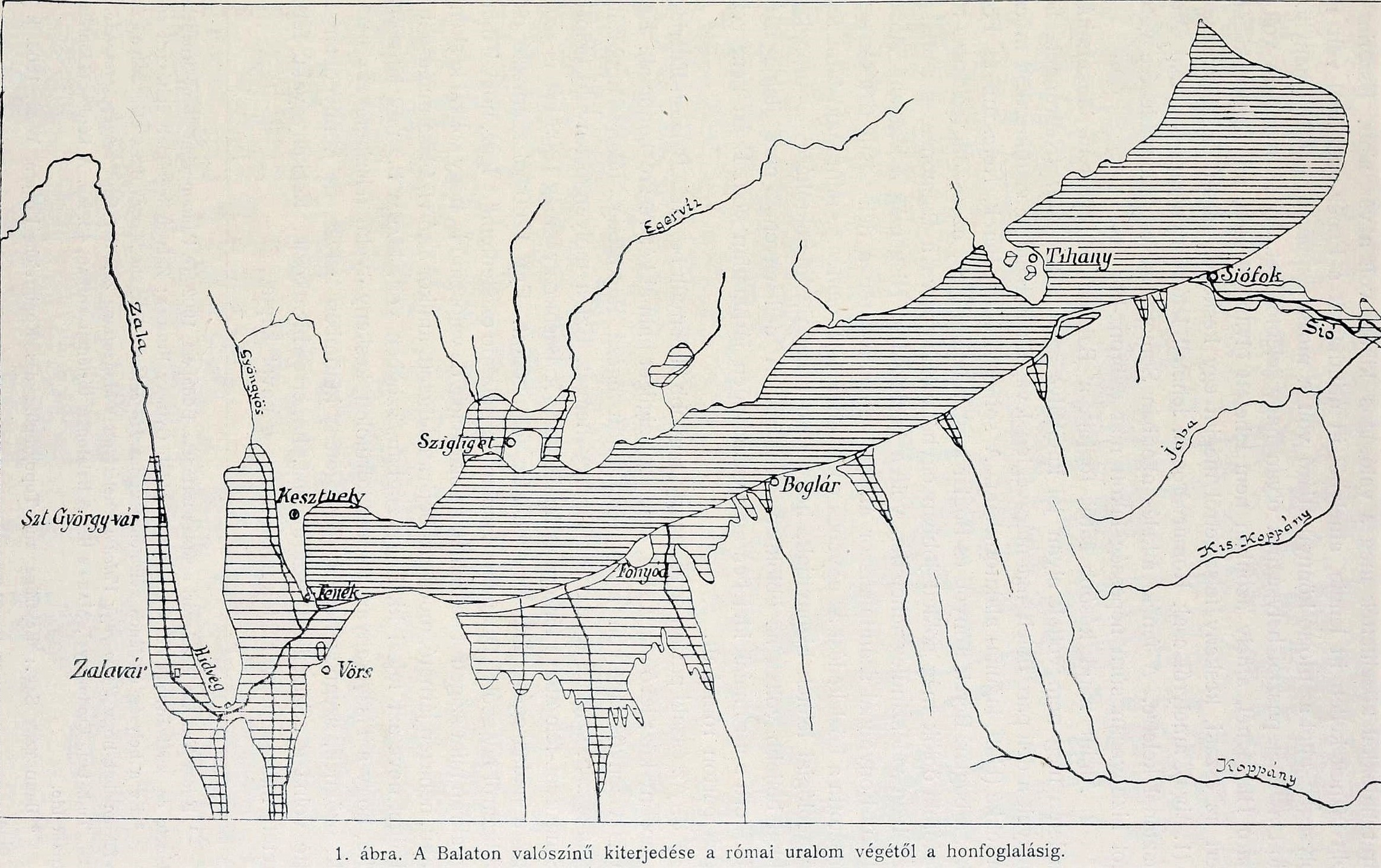
Cholnoky Jenő: A Balaton valószínű kiterjedése a római uralom végétől a honfoglalásig

A Balaton vízszintjének szabályzása több lépcsőben valósult meg. 
A tó mai vízgyűjtő területe 5174 km², fő táplálója a Zala folyó, de számos kisebb patak is folyik bele. Vízszintje nyaranta a párolgás miatt csökken, ősszel és télen a csapadék miatt pedig emelkedik. Elvezető vízfolyása a Sió-csatorna, amely délkeleti irányban haladva a Kapossal és Sárvízzel egyesülten, Szekszárdtól északra a Gemenci erdőnél torkollik Dunába és vezeti el a Balaton felesleges vizét.

## Története

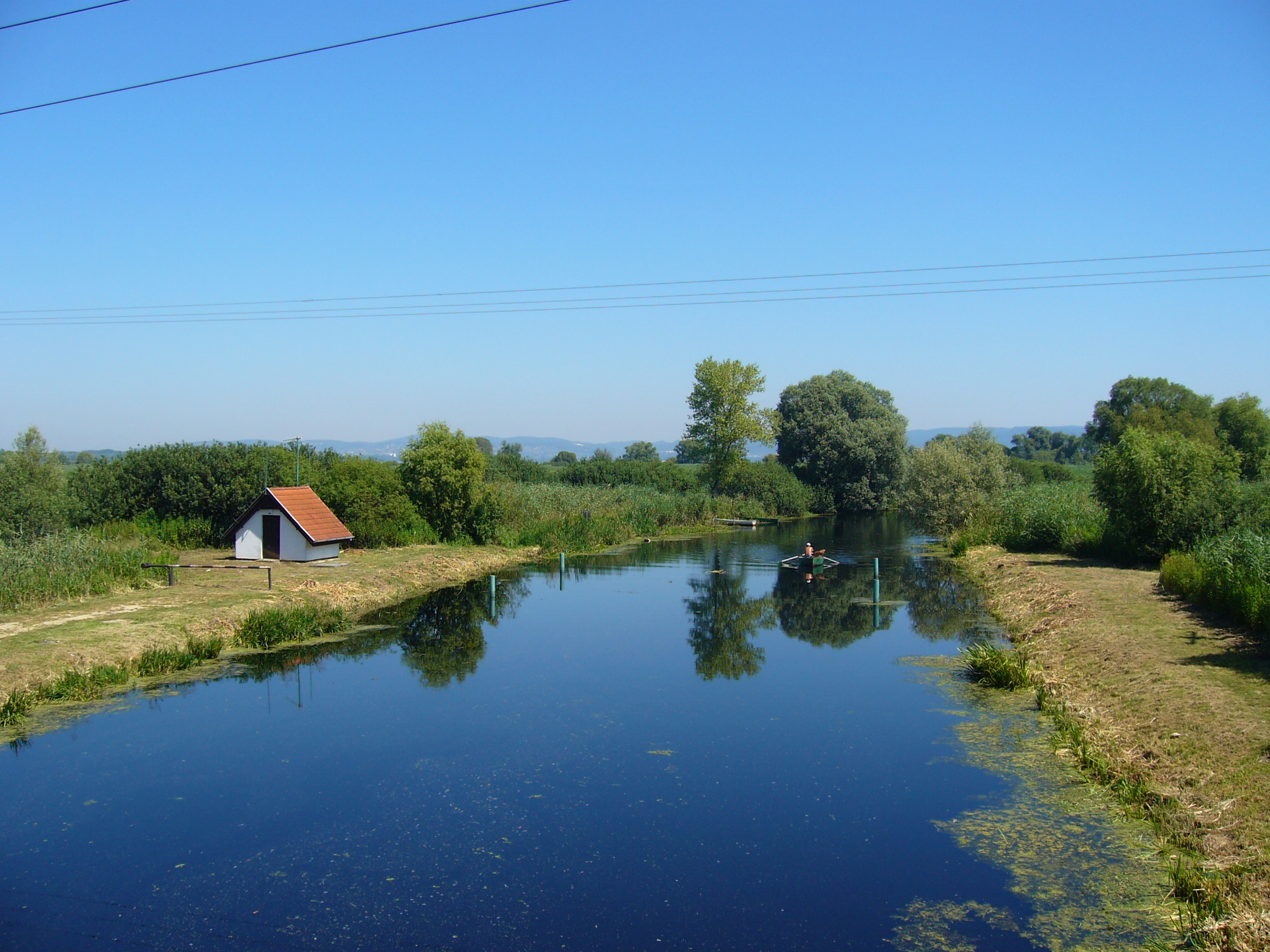
A Zala torkolata, a folyó vize a Balaton nyugati medencéjébe ömlik

A Sió csatorna kiépítését a tótól néhány km-re délkeletre lévő Kapos folyóhoz már a rómaiak elkezdték, célja a vízgyűjtő területén összegyűlt felszíni vizek levezetése volt. Galérius császár uralkodása idejéből vannak adatok, amik arról számolnak be, hogy a Pelso nevű tavat 293-ban lecsapolták és a vizet a Dunába vezették. A vízszint és a partvonal szabályozása előtti időkben a változó vízállásnak megfelelően nagy kiterjedésű mocsárvidék húzódott a déli parton, amit a helyi népnyelv Bereknek nevezett. A 19. század elején ásták újra a tó vízszintjét szabályozó csatornát, majd 1848-ban gróf Széchenyi István javaslata alapján, hogy a Balatont a Dunával összekötő Sió csatorna, szállításra, hajózásra alkalmassá váljon. A Balaton mai vízszintjét alapvetően a déli parton 1861 óta haladó Déli Vasút építésekor végrehajtott jelentős vízszintcsökkentés határozta meg. 1891-ben helyezték üzembe az első betonnal falazott zsilip rendszert és ezáltal a Sió már nemcsak a Balaton vízszintszabályozó csatornája volt, hanem a Balaton és Duna közötti vízi közlekedést is lehetővé tette.
A siófoki zsilip megépülésével állandósult a vita: mikor és mennyi vizet kell ereszteni, s vajon a zsilip (és ezzel összefüggésben a Sió) méretei megfelelőek-e az igényeknek? A mezőgazdasági és közlekedési érdekek mellett hamarosan megjelentek a turizmus igényei is. 1893-ban Cholnoky Jenő a Vízépítési Igazgatóság Vízrajzi Osztályának pontos mérései alapján a tó közepes mélységét három méternek számította ki. Lóczy Lajos geológus, „a Balaton tudósa”, az 1910-es években így írt a A Balaton földrajzi és társadalmi állapotainak leírása című művében a zsilipkezelés korabeli rendellenességeiről és anomáliáiról: „Az 1866. évi nagy leapadás idején sivatagszerű jelenségek mutatkoztak a délipart homokterületein; a berkek kiszáradtak, futóhomok sivított végig rajtuk. A közönség a szabályozást vádolta és szállómondása lett: „lopják a Balatont". Ennek ellenében 1879-ben annyira megáradt a tó, a zsilipkezeléshez fűzött reményeket meghiúsítva, hogy a víz 1 *93 m-es magasságával elöntötte a partokat. Siófokon, Balatonfüreden vízalatt állott a parti móló és a sétatér. „Kiöntenek bennünket, mint az ürgét*, „puskaport a zsilipnek, efféleképen szólt a haragos közvélemény. Nemcsak a hosszabb időközi nagy ingadozások, hanem ugyanazon évnek vízállása a Balaton két végén ellentétes kívánságokat támasztottak a tó vizének szabályozására nézve.”
A Balatonhoz közvetlenül kapcsolódik, a Balaton nyugati végénél az úgynevezett Kis-Balaton. A 19. századig a Kis-Balaton tava egységet képezett a Balatonnal, a mai tó nyúlványa volt, sőt a Zala folyó is eredetileg a Kis-Balatonba szájazott. 

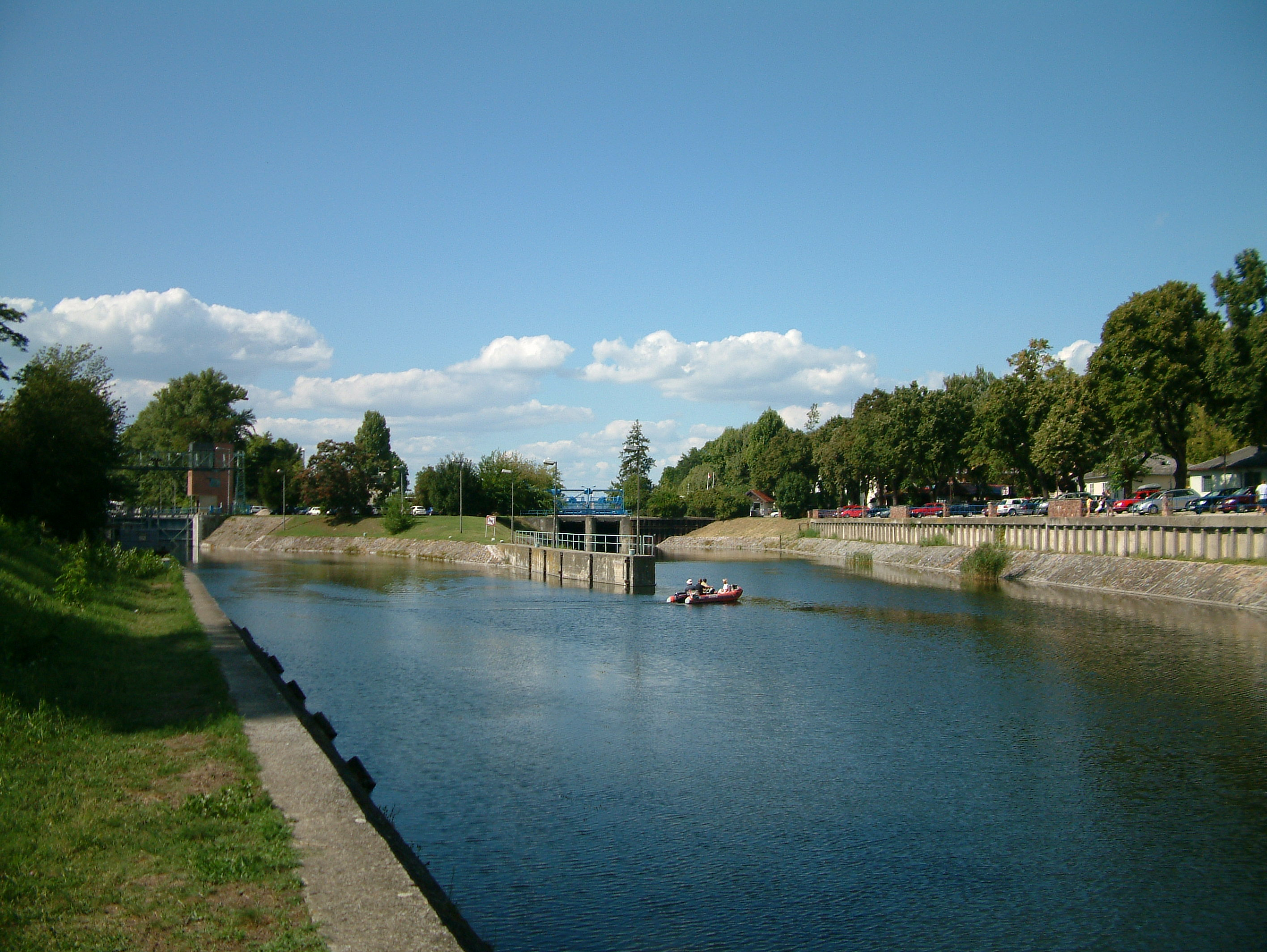
A legtöbb víz a Balaton keleti medencéjénél a siófoki zsilipnél távozik a tóból

A Kis-Balaton vízfelülete komoly szerepet játszott abban, hogy a Zala lerakja hordalékát és szerves anyag tartalmát, mielőtt a Balatonba ömlik. A 19. században azonban jelentős változások következtek be a térségben, amelyek a Kis-Balaton vízzel borított területeinek csökkenéséhez vezettek. Egyrészt komoly vízszabályozási munkákat végeztek a Balaton déli partján futó vasútvonal kiépítése kapcsán, aztán a 20. századtól a környék gazdálkodói is igyekeztek elhódítani a mocsárvilágtól lecsapolásokkal és mesterséges csatornák kialakításával a művelésre alkalmas területeket. Mindeközben a mezőgazdasági termelés növekedése miatt fokozódott a területen a kémiai és biológiai szennyezés. A fenti folyamatok következtében a Kis-Balaton fokozatosan elvesztette „szűrő” funkcióját, aminek a Balaton fokozott és gyors vízminőség romlása lett az eredménye. A folyamat visszafordítására csak a 20. század második felében került sor. Az 1970-es években született meg a rendezési terv, ami a „Kis-Balaton Vízvédelmi Rendszer” kiépítésére a Kis-Balaton újbóli mesterséges elárasztását, a mocsárvilág rehabilitációját foglalta magában. A munka két ütemben valósult meg: az első ütem a Hídvégi-tó kialakítása 1985-re, a második ütem, a Fenéki-tó elárasztása lényegében a 2000-es év közepére készült el. A területen komoly védőgát és átemelő-rendszer is megvalósult. A várakozásoknak megfelelően a mocsárvilág gyorsan regenerálódott. A terület jelentős része fokozottan védett vizes élőhely, ahol jelentős mértékben korlátozott az emberi tevékenység, még a mozgás is. A Balaton sekélyvizű tónak számít. A somogyi parton jó pár száz méteres az 1-2 méteres vízszint, ezután gyorsan mélyül a tó, de az 5-6 méteres mélységet nem haladja meg.
A Balaton stabil vízszintjét a siófoki zsiliprendszer révén mesterségesen szabályozzák az Adria felett számított 104,5 méter középvízállásra. 2017-ben a legmagasabb átlagvízszint február 8-án 125 cm volt, az éves minimumot a tó szeptember 7-én érte el 86 centiméterrel. 2016-ban a Balaton nyári üzemi vízszintjét 10 centiméterrel kísérleti jelleggel megemelték, 2018-ban pedig a szabályozási vízszint-maximumát 110-ről 120 centiméterre emelték. A lépés a 107,5 km hosszú szakaszon szabályozott és 100 cm-es állandó vízszintre kiépített partvédőmű rendszer rekonstrukcióján túl számos egyéb vízügyi beavatkozás elvégzését indokolja. A vízszint ingadozásának elkerülése érdekében a szakemberek a tómederben történő tározás növelésére törekednek.
2020-ban kezdődött el a siófoki vízleeresztő műtárgy és a hajózsilip felújítása mellett a Balatonkilitinél tervezett új mederduzzasztó zsilip építése. A két projekt célkitűzése a Sió-csatorna rekonstrukciója, továbbá hosszú távon a Balaton vízgazdálkodásának hozzáigazítása a klímaváltozás hatására drasztikusan megváltozott időjárási körülményekhez, elsősorban a gyakoribb aszályhoz. 2023 júniusára elkészült a kiliti zsilip. Az új műtárgyat a Balatoni Hajózási Zrt. félkész hajóinak felengedésével üzemelték be. 2024 áprilisában pedig átadták a siófoki kikötői zsilipet.